# Last Christmas
Last Christmas és una pel·lícula britànicosetatunidenca del 2019 de comèdia romàntica dirigida per Paul Feig i protagonitzada per Emilia Clarke, Henry Golding, Emma Thompson i Michelle Yeoh. Ha estat subtitulada al català.

## Sinopsi
La Kate és una jove que sovint pren decisions equivocades. El seu últim error és haver acceptat una feina d'elf de Nadal en un centre comercial. Malgrat tot, es troba amb en Tom, un perfecte desconegut que li canviarà la vida.

## Repartiment
- Emilia Clarke com a Kate
- Henry Golding com a Tom
- Emma Thompson com a Adelia
- Michelle Yeoh
- Rebecca Root com el Dr. Addis
- Lydia Leonard com a Marta
- Patti LuPone